# Akeem Roach
Akeem Roach (* 9. Dezember 1995 in Port of Spain), mit vollständigen Namen Akeem Garnet Roach, ist ein Fußballspieler aus Trinidad und Tobago.

## Karriere

### Verein
Akeem Roach stand von 2014 bis 2016 beim Defence Force FC in Chaguaramas unter Vertrag. Der Verein spielte in der höchsten Liga, der TT Pro League. Mitte 2016 wechselte er zum Ligakonkurrenten Club Sando FC nach San Fernando. Ende August 2017 ging er nach Honduras. Hier schloss er sich dem CDS Vida an. Der Verein aus La Ceiba spielte in der ersten Liga, der Liga Nacional de Fútbol Profesional de Honduras. Für Vida absolvierte er zehn Erstligaspiele. Wo er 2018 gespielt hat, ist unbekannt. Ende 2018 wechselte er nach Europa. Hier nahm ihn der maltesische Verein FC Mosta aus Mosta unter Vertrag. Für Mosta stand er 22-mal in der ersten Liga, der Maltese Premier League, auf dem Spielfeld. Wo er seit Anfang 2020 unter Vertrag steht, ist unbekannt.

### Nationalmannschaft
Akeem Roach spielt seit 2016 für die Nationalmannschaft von Trinidad und Tobago. Sein Debüt in der Nationalmannschaft gab er am 28. Dezember 2016 in einem Freundschaftsspiel gegen Nicaragua. Hier stand er in der Anfangsformation und wurde in der 56. Minute gegen Cornell Glen ausgewechselt.